# (9311) 1987 UV1
(9311) 1987 UV1 là một tiểu hành tinh vành đai chính. Nó được phát hiện bởi Seiji Ueda và Hiroshi Kaneda ở Kushiro, Hokkaidō, ngày 25 tháng 10 năm 1987.